# Leonardo Corona
Leonardo Corona (1561-1605) fue un pintor italiano del Renacimiento veneciano. 
Nacido en Murano, pintó la Anunciación para la Basílica de San Juan y San Pablo, l'Asunción para la Iglesia de San Esteban, una Coronación con espinas y una Flagelación para San Giovanni in Bragora.
Según algunas fuentes, habría sido pupilo de Tiziano de los cuales habría completado algunos lienzos después de la muerte del maestro. Sante Peranda y Baldasarre Anna fueran sus pupilos.